# De zaak van de meisjes
De zaak van de meisjes is een Turkse strafzaak die werd aangespannen tegen 41 personen naar aanleiding van een operatie op 7 mei 2024 in Istanboel, gericht op middelbare scholieren, studenten van het voortgezet onderwijs en universiteitsstudenten. De rechtszaak begon op 23 september 2024 voor de 24e Hoge Strafrechtbank van Istanboel.

## Achtergrond
Op de vroege ochtend van 7 mei 2024 voerde de Afdelingen Bestrijding van Smokkel en Georganiseerde Misdaad en Terrorismebestrijding van de Politie van Istanbul een grootschalige operatie uit in het district Beylikdüzü van Istanbul. De operatie was gericht op personen die in verband zouden staan met de Gülen-beweging, evenals op vrouwelijke universiteitsstudenten. In totaal werden 39 personen gearresteerd en vonden er huiszoekingen plaats. De aangehouden personen zouden in verband zijn gebracht met de Gülen-beweging op basis van het feit dat zij samen studeerden en deelnamen aan sociale activiteiten. Tijdens de hechtenis zou volgens berichten verhoor zonder aanwezigheid van een advocaat hebben plaatsgevonden, en er zouden meldingen zijn van psychologische druk. Na een hechtenisperiode van vier dagen werd op 10 mei 2024 voor 28 personen een arrestatiebevel uitgevaardigd.
Tijdens dezelfde operatie werden ook 15 meisjes tussen de 13 en 17 jaar oud zonder toestemming van hun families in politievoertuigen meegenomen en overgebracht naar de Afdeling Jeugdzaken in Üsküdar, onder het voorwendsel van "informatie-inwinning". De minderjarigen zouden gedurende 16 uur zijn verhoord zonder aanwezigheid van hun ouders of advocaten. Na deze periode van hechtenis werden de kinderen vrijgelaten en aan hun families overgedragen.
Twee van de meisjes die naar de Afdeling Jeugdzaken in Üsküdar waren gebracht, verklaarden dat er rond 05.00 uur ’s ochtends een inval in hun woning plaatsvond door de politie, waarna zij in politievoertuigen werden meegenomen en voor verhoor naar het jeugdbureau werden gebracht. Volgens hun verklaring werden zij ondervraagd zonder aanwezigheid van advocaten, kregen zij geen eten tijdens het verhoor, mochten zij geen contact met elkaar hebben en werden zij blootgesteld aan psychologische druk gedurende het verhoor. Eren Keskin, medevoorzitter van de Mensenrechtenvereniging (İHD) en advocaat, verklaarde dat de toegepaste methode jegens de meisjes onwettig was. Ömer Faruk Gergerlioğlu, parlementslid van de DEM-partij, stelde vragen aan minister van Binnenlandse Zaken Ali Yerlikaya over de wettigheid van de behandeling van de kinderen bij de Jeugdzakenafdeling in Üsküdar.
In het antwoord van minister van Binnenlandse Zaken Ali Yerlikaya op een schriftelijke parlementaire vraag van parlementslid Ömer Faruk Gergerlioğlu, gedateerd 23 augustus 2024, werd vermeld dat 14 kinderen en hun families zijn geïnformeerd door een bevoegde maatschappelijk werker en psycholoog, en dat de kinderen na de procedure aan hun families zijn overgedragen. In een ander antwoord op een vraag van Gergerlioğlu met betrekking tot de beweringen van het 17-jarige meisje N.Z.B., verklaarde minister Yerlikaya op vergelijkbare wijze dat de verklaring van de genoemde persoon enkel werd afgenomen ter informatie en dat zij niet als verdachte werd verhoord.
In het antwoord van minister van Justitie Yılmaz Tunç op een schriftelijke parlementaire vraag van parlementslid Ömer Faruk Gergerlioğlu, gedateerd 23 augustus 2024, werd verklaard dat de in de vraag genoemde persoon (het 15-jarige meisje) geen partij is in de betreffende rechtszaak en dat er geen vrijheidsbeperkende maatregel tegen haar is genomen.

## Aanklacht
Als resultaat van het onderzoek werd op 10 juni 2024 door het Openbaar Ministerie van Istanbul een aanklacht ingediend tegen 41 personen op beschuldiging van “lidmaatschap van een gewapende terroristische organisatie”. In de 529 pagina’s tellende aanklacht werd gesteld dat vrouwelijke universiteitsstudenten verbleven in studentenhuizen die als “organisatiehuizen” zouden zijn aangemerkt, en dat 13 ouders – waaronder 3 vaders en 10 moeders – hun dochters toestonden deze huizen te bezoeken. Verder werd in de aanklacht vermeld dat de meisjes samenkwamen in winkelcentra om te praten, te bowlen, naar de bioscoop te gaan en bestellingen te plaatsten via Yemeksepeti, waarbij deze dagelijkse en sociale activiteiten als bewijsmateriaal voor crimineel gedrag werden aangevoerd. Als bewijs werden telefoontaps, observatieverslagen van universiteitsstudenten en meisjes, en verklaringen die onder het mom van “informatie-inwinning” werden verkregen bij verhoren van meisjes in de leeftijd van 13 tot 17 jaar bij de afdeling Jeugdzaken, in het dossier opgenomen.

## Gerechtelijk proces
De aanklacht die door het Openbaar Ministerie van Istanbul was opgesteld, werd op 8 juli 2024 geaccepteerd door de 24e Hoge Strafrechtbank van Istanbul. Er werd besloten dat de eerste zitting zou plaatsvinden van 23 tot 27 september 2024. De rechtbank bepaalde tevens dat de 15 meisjes tussen de 13 en 17 jaar oud, van wie tijdens het onderzoek verklaringen waren afgenomen bij de afdeling Jeugdzaken in Üsküdar, door de politie naar de rechtbank moesten worden gebracht om als getuigen te worden gehoord.
De eerste zitting van de zaak begon op 23 september 2024 in de rechtszaal van de 24e Hoge Strafrechtbank in het Gerechtsgebouw van Çağlayan, Istanbul, en duurde vijf dagen. Parlementslid Ömer Faruk Gergerlioğlu, die de zaak volgde, werd op de tweede dag van de zitting door een rechter uit de rechtszaal verwijderd vanwege kritiek die hij op sociale media had geuit. Gergerlioğlu diende een klacht in bij de Raad van Rechters en Procureurs en bij het Openbaar Ministerie van Istanbul tegen de voorzitter van de rechtbank, Şenol Kartal, wegens het verlies van diens onpartijdigheid. Volgens de SEGBİS-opnameregisters verklaarde een van de verdachten, S.N.B., dat zij tijdens haar verblijf bij de politie en in de gevangenis onderworpen was aan een naaktdoorzoeking. Tijdens de zitting op vrijdag 27 september werd besloten om 11 van de 19 gedetineerde verdachten vrij te laten, en de zaak werd uitgesteld tot 12 en 13 december 2024.
Tijdens de tweede zitting van de zaak op 12 december 2024 werd besloten om 2 van de 8 gedetineerde verdachten vrij te laten, en de zitting werd uitgesteld tot 18 februari 2025. Verdachte A.Ö.B., die vóór het onderzoek een levertransplantatie had ondergaan en aan de ziekte van Parkinson leed, werd op 7 februari 2025 bij tussentijdse uitspraak vrijgelaten.
Tijdens de derde zitting van de zaak op 18 februari 2025 werd besloten om 3 van de 5 gedetineerde verdachten vrij te laten, en de zitting werd uitgesteld tot 25 april 2025. Tijdens de zitting werden vragen gesteld over het rapport, de berichten en de gespreksopnames die waren opgesteld naar aanleiding van het vaststellen van communicatie tussen de verdachten, de jonge meisjes. De zitting werd ook gevolgd door Rebecca Cataldi, directeur van het International Center for Religion & Diplomacy, gevestigd in Washington, de Amerikaanse mensenrechtenwaarnemer Andrea Barron, en de strafrechtadvocaat Anais Lefort, geregistreerd bij de Balie van Parijs.
Tijdens de vierde zitting van de zaak op 25 april 2025 werd besloten om 2 gedetineerde verdachten vrij te laten, waarmee er geen gedetineerden meer in de zaak verbleven. De volgende zitting werd uitgesteld tot 13 juni 2025.

## Reacties
Prof. Dr. Antonio Stango, voorzitter van de Italiaanse Federatie voor Mensenrechten, noemde de zaak tegen de jonge meisjes die worden vervolgd op verdenking van terrorisme “surrealistisch”. Hij stelde dat de sociale interacties van de verdachten als misdrijf werden bestempeld en dat de aanklacht niet werd ondersteund door concreet bewijs. Het contact van de verdachten met vrienden, het samenwonen in gemeenschappelijke appartementen en het gezamenlijk bidden werden als terroristische activiteiten geclassificeerd. Hij observeerde dat de agressieve ondervragingen door de rechter angst veroorzaakten bij de jonge meisjes en dat één verdachte daardoor zelfs huilde. Stango benadrukte dat de officier van justitie en de rechters in dezelfde lijn opereerden zonder een onafhankelijke beoordeling, en dat het proces niet strookt met de principes van een eerlijk proces en fundamentele mensenrechten.
De Italiaanse Federatie voor Mensenrechten (FIDU) publiceerde een rapport waarin de eerste zitting van de Zaak van de Meisjes, gehouden van 23 tot 27 september 2024, werd geëvalueerd. In het voorlopige procesmonitoringsrapport van 14 november 2024 werd aangegeven dat de aanklachten in de zaak gebaseerd waren op gewone legale activiteiten zoals lesgeven, socialiseren en communiceren via populaire berichtenapps. De aanklacht berustte op vage politierapporten en inlichtingennota’s zonder ondersteunend bewijs, waarbij het gebruik van digitale platformen zoals WhatsApp en Telegram als crimineel werd bestempeld, hoewel er geen concreet bewijs van criminele activiteiten werd geleverd. Er werd bezorgdheid geuit over het feit dat kinderen tussen de 13 en 17 jaar oud werden opgepakt tijdens invallen bij zonsopgang, zonder juridische vertegenwoordiging werden vastgehouden en onder druk werden gezet om leeftijdsgenoten te beschuldigen. De voorzitter van de rechtbank werd bekritiseerd wegens gebrek aan onpartijdigheid en het stellen van vragen die schuld impliceerden, terwijl verdediging advocaten werden belemmerd in hun effectieve verdediging en de zittingsomstandigheden onvoldoende werden geacht. Tevens werd vermeld dat de voorlopige hechtenis van de verdachten zonder redelijke gronden werd verlengd.